# Tir la Jocurile Olimpice de vară din 1896 - pușcă militară 200m (masculin)
Proba de tir pușcă militară 200m masculin de la Jocurile Olimpice 1896 a avut loc la 8 - 9 aprilie 1896. S-a desfășurat la o distanță de 200 de metri, pe 8 și 9 aprilie, fiecare trăgător executând jumătate din focuri în prima zi și jumătate în a doua zi. Trăgătorii au tras patru rânduri de câte zece focuri fiecare, pentru un total de 40 de focuri. Au concurat 42 de trăgători, reprezentând fiecare dintre cele șapte națiuni care au avut trăgători la Atena.
Când competiția s-a încheiat în dimineața zilei de 9 aprilie, Pantelis Karasevdas din Grecia a nimerit ținta de 40 de ori, acumulând un scor de 2.350 de puncte. Panagiotis Pavlidis a nimerit ținta de 38 de ori și s-a clasat pe locul al doilea.

## Context
Aceasta a fost singura dată când s-a desfășurat proba de pușcă militară 200 de metri. Categoriile de pușcă militară aveau să revină în 1920 (o probă de 300 de metri cu trei poziții) și în 1924 (șapte probe la 300 și 600 de metri). Acesta a fost primul eveniment organizat la poligonul de tir Kallithea, recent inaugurat. Un prim foc de armă ceremonial a fost tras de Olga Constantinovna a Rusiei, regina consoartă a Greciei.

## Program
| Dată                                         | Dată                                         | Timp  | Rundă                       |
| Gregorian                                    | Iulian                                       | Timp  | Rundă                       |
| -------------------------------------------- | -------------------------------------------- | ----- | --------------------------- |
| Miercuri, 8 aprilie 1896 Joi, 9 aprilie 1896 | Miercuri, 27 martie 1896 Joi, 28 martie 1896 | 10:30 | Rândurile 1–2 Rândurile 3–4 |

## Rezultate
Se cunosc doar rezultatele parțiale.
| Loc   | Sportiv                                       | Țară                       | Scor                         | Lovituri                     | 1          | 2          | 3          | 4          |
| ----- | --------------------------------------------- | -------------------------- | ---------------------------- | ---------------------------- | ---------- | ---------- | ---------- | ---------- |
| 1     | Pantelis Karasevdas                           | Grecia                     | 2.350                        | 40                           | 480        | Necunoscut | Necunoscut | Necunoscut |
| 2     | Panagiotis Pavlidis                           | Grecia                     | 1.978                        | 38                           | Necunoscut | Necunoscut | Necunoscut | Necunoscut |
| 3     | Nicolaos Trikupis                             | Grecia                     | 1.713                        | 34                           | Necunoscut | Necunoscut | Necunoscut | Necunoscut |
| 4     | Anastasios Metaxas                            | Grecia                     | 1.701                        | Necunoscut                   | Necunoscut | Necunoscut | Necunoscut | Necunoscut |
| 5     | Georgios Orphanidis                           | Grecia                     | 1.698                        | Necunoscut                   | Necunoscut | Necunoscut | Necunoscut | Necunoscut |
| 6     | Viggo Jensen                                  | Danemarca                  | 1.640                        | 30                           | Necunoscut | Necunoscut | Necunoscut | Necunoscut |
| 7     | Georgios Diamantis                            | Grecia                     | 1.456                        | Necunoscut                   | Necunoscut | 384        | Necunoscut | Necunoscut |
| 8     | Albert Baumann                                | Elveția                    | 1.294                        | Necunoscut                   | Necunoscut | Necunoscut | Necunoscut | Necunoscut |
| 9     | Ioannis Theofilakis                           | Grecia                     | 1.261                        | Necunoscut                   | Necunoscut | 312        | Necunoscut | Necunoscut |
| 10    | Sidney Merlin                                 | Marea Britanie             | 1.156                        | Necunoscut                   | 477        | Necunoscut | Necunoscut | Necunoscut |
| 11    | Alexios Fetsios                               | Grecia                     | 894                          | Necunoscut                   | Necunoscut | 272        | Necunoscut | Necunoscut |
| 12    | Eugen Schmidt                                 | Danemarca                  | 845                          | 12                           | Necunoscut | Necunoscut | Necunoscut | Necunoscut |
| 12    | Spiridon Stais                                | Grecia                     | 845                          | Necunoscut                   | Necunoscut | Necunoscut | Necunoscut | Necunoscut |
| 14–41 | Charles Waldstein                             | Statele Unite ale Americii | Necunoscut                   | Necunoscut                   | 354        | 154        | Necunoscut | Necunoscut |
| 14–41 | Machonet                                      | Marea Britanie             | Necunoscut                   | Necunoscut                   | Necunoscut | Necunoscut | Necunoscut | Necunoscut |
| 14–41 | Giuseppe Rivabella                            | Italia                     | Necunoscut                   | Necunoscut                   | Necunoscut | Necunoscut | Necunoscut | Necunoscut |
| 14–41 | Aristovoulos Petmezas                         | Grecia                     | Necunoscut                   | Necunoscut                   | Necunoscut | Necunoscut | Necunoscut | Necunoscut |
| 14–41 | Albin Lermusiaux                              | Franța                     | Necunoscut                   | Necunoscut                   | Necunoscut | Necunoscut | Necunoscut | Necunoscut |
| 14–41 | G. Karagiannopoulos                           | Grecia                     | Necunoscut                   | Necunoscut                   | Necunoscut | Necunoscut | Necunoscut | Necunoscut |
| 14–41 | Alți 22 de sportivi, numele nu sunt cunoscute | Grecia                     | Necunoscut                   | Necunoscut                   | Necunoscut | Necunoscut | Necunoscut | Necunoscut |
| —     | Holger Nielsen                                | Danemarca                  | S-a retras după două rânduri | S-a retras după două rânduri | Necunoscut | Necunoscut | NT         | NT         |